# 추상 (영화)
《추상》(프랑스어: Le vieux fusil) 또는 《낡은 권총》은 1975년 개봉한 프랑스의 드라마 영화이다. 로베르 앙리코가 감독과 공동 각본을 맡았다. 제1회(1976년) 세자르상 작품상 수상작이다. 이 영화는 1944년의 오라두르쉬르글란 학살 사건을 바탕으로 만들어졌습니다.